# Палеес, Сендер Давыдович
Сендер Давыдович Палеес (также Александр Давидович; 31 июля 1898, Минск — 26 сентября 1964, Минск) — белорусский советский искусствовед, публицист, историк.

## Биография
Сендер (Александр) Палеес родился в Минске в семье работника пивоваренного завода. Получил традиционное еврейское религиозное образование. До 1917 года служил хроникёром в Еврейском комитете помощи жертвам войны. С 1918 года — секретарь журнала «Экономическая жизнь», органа СНХ Белорусско-Литовской Республики. В 1915—1920 годах участвовал в работе Еврейского историко-этнографического общества. Работал в наркомате рабоче-крестьянской инспекции Белоруссии. В 1917—1921 годах был членом еврейской социалистической рабочей партии Поалей Цион. В 1923 году стал контролёром-инспектором детских учреждений Минской еврейской общины белорусского отдела Американского объединённого распределительного комитета (Джойнт).
В 1925 году по поручению Народного комиссариата просвещения Белоруссии организовал еврейский отдел народного быта при Белорусском государственном музее в Минске. В 1926 году окончил Белорусский государственный университет.
В 1922—1928 годах — сотрудник Института белорусской культуры, одновременно в 1924—1931 годах — Белорусского государственного музея. В 1939—1941 и 1947—1961 годах — научный сотрудник Государственного художественного музея БССР. Публиковал статьи в минской еврейской газете «Октябер».